# Olivier Pironneau
Olivier Pironneau, né le 24 juillet 1945, ancien élève de l'École polytechnique (promotion 1966), est professeur d'analyse numérique à Sorbonne-Université et membre de l'Académie des sciences. Il est auteur ou co-auteur de huit livres sur l'optimisation de forme, la résolution numérique des équations de la mécanique des fluides par la méthode des éléments finis, les modèles numériques type RANS pour la turbulence, les techniques de programmation en C++ pour les équations aux dérivées partielles, la modélisation numérique par équations aux dérivées partielles de la finance quantitative.

## Travaux scientifiques
L'originalité du profil scientifique d'Olivier Pironneau est d'être au point triple des interfaces entre les mathématiques, l'informatique et la mécanique ou la finance, comme le montre sa formation: mathématiques en France (Thèse d'état au le laboratoire de Jacques-Louis Lions), informatique à l'université de Californie Berkeley avec E. Polak et à l'université Paris XIII (chaire d'informatique), mécanique des fluides à l'université de Cambridge avec Sir James Lighthill.  En 2001, pour suivre le marché du travail des doctorants, Olivier Pironneau opère une conversion thématique vers la finance quantitative.
Il est l'auteur de plus de 300 publications.
En mathématiques appliquées, ses contributions scientifiques consistent, entre autres, en
1. Une caractérisation des formes optimales pour les équations de Stokes et Navier-Stokes
2. Un algorithme ultra rapide pour la résolution du problème biharmonique (avec Roland Glowinski)
3. Une démonstration de l'optimalité de l'élément fini Hood-Taylor pour les fluides (avec Michel Bercovier).
4. Un modèle de turbulence dérivant de la théorie de l'homogénéisation éclairant les limites des modeles k-epsilon (avec David McLaughin et George Papanicolaou).
5. Une caractérisation par l'homogénéisation des conditions aux limites effectives pour les écoulements  avec des frontières rugueuses (avec Yves Achdou).
6. La méthode semi-lagrangienne dite Characteristic-Galerkin.
En informatique Olivier Pironneau a été le premier à comprendre la puissance de la programmation générique en C++ et a lancé le projet FreeFem++ avec Frédéric Hecht.
En mécanique des fluides Olivier Pironneau a fait partie de l'équipe de Pierre Perrier et Jacques Periaux (Dassault Aviation) tout en étant à l'IRIA et grâce aux contrats DRET. Cette équipe a été la première au monde à calculer les performances aérodynamiques d'un avion complet sur ordinateur, permettant ainsi des essais en soufflerie seulement après la fixation du design.
En finance numérique pour les calculs de prix d'option il a donné plusieurs algorithmes pour le calcul des surfaces de volatilité implicite et pour les contrats américains en utilisant les équations aux dérivées partielles.

## Prix et distinctions
Il a obtenu en 2001 le grand prix Marcel Dassault de l'Académie des sciences pour ses travaux numériques en sciences mécaniques, dont il a couvert de multiples facettes. Il reçoit aussi le Prix Blaise Pascal en 1986 pour ses travaux numériques sur la méthode des éléments finis pour les équations de Navier-Stokes et les équations transsoniques appliquées à l'aéronautique.
Olivier Pironneau a participé à de nombreux comités comme expert : centres de calcul intensif de Espoo en Finlande, de GENCI et du CINES en France. Il a été membre de la commission nationale d'évaluation pour la sûreté des déchets nucléaires de 1998 à 2006 ; il est membre du comité scientifique de la Fondation Natixis pour la finance quantitative, etc. Il a été membre du conseil scientifique de l'INRIA et de l'UPMC.
Enfin il a été directeur du laboratoire d'analyse numérique de l'université Paris VI de 1991 à 2000.
Il est membre de l'Académie des sciences : élu correspondant le 21 avril 1997, puis membre le 19 novembre 2002 dans la section sciences mécaniques et informatiques. Il est vice-président délégué aux relations internationales depuis janvier 2018.
Il est chevalier de l'ordre national de la Légion d'honneur et de l'ordre du Mérite.